# 4・10月だョ!全員集合
『4月だョ!全員集合』（しがつだョ ぜんいんしゅうごう）および『10月だョ!全員集合』（じゅうがつだョ ぜんいんしゅうごう）は、1975年秋から1985年春までTBS系列局で春と秋の改編期に特別番組として生放送されたバラエティ番組である。

## 概要
TBS系列の新番組や人気番組の出演者たちがスタジオに集まり、ザ・ドリフターズらと共に番組紹介のレポート映像を鑑賞する。1975年4月1日に「TBS開局20周年」と「腸捻転解消」を記念して放送した『20年だョ!全員集合』が好評だったことから、春秋の改編期の紹介番組として放送されることとなった。
メインとなる番組レポートが好評を博し、春秋の改編期の名物番組となった。
1983年春からはVTRレポートや各コーナーを廃止し、レポートは収録中の各番組に直接レポーターが潜入する完全生放送形式に変更、そして1984年春からは枠拡大に伴い、ドミノ倒しコーナーを設けるなど様々なリニューアルが行われた。

### 正式タイトルの変遷
- 1975年秋 - 1983年秋：『テレビ祭り ○月だョ!全員集合』（テレビまつり - ） - 「○」には「4」または「10」の数字が入る（以下同じ）。
- 1984年春・秋：『決定版!テレビ祭り ○月だョ!全員集合スペシャル』（けっていばん - スペシャル）
- 1985年春：『決定版!テレビ祭り 30年だョ!全員集合スペシャル』（ - さんじゅうねんだョ - ） - この年がTBSテレビ開局30周年だったため、特別タイトルとした[1]。

## 放送日・放送時間
特記の無い回は全て火曜日に放送。

### 『4月だョ!』
- 1976年3月31日（水曜日）
- 1977年4月5日
- 1978年4月4日
- 1979年4月3日
- 1980年4月1日
- 1981年3月31日
- 1982年3月30日
- 1983年4月5日
- 1984年4月3日

### 『10月だョ!』
- 1975年9月30日（日劇からの生中継）
- 1976年10月5日
- 1977年10月4日
- 1978年10月4日（水曜日）
- 1979年10月2日
- 1980年9月30日
- 1981年9月29日
- 1982年10月5日
- 1983年10月4日
- 1984年10月2日

### 『30年だョ!』
- 1985年4月2日[1]

毎回「途中で月が変わる週」に放送されており、週早や週遅れは1回も無かった。

### 放送時間
- 1975年秋から1982年春までは19:00 - 20:55 (JST) 。
- 1982年秋から1983年秋までは19:00 - 20:54 (JST) 。
  - 1分縮小された理由は、20時枠のスポットニュース『JNNフラッシュニュース』が1982年10月より1分拡大されたため。
- 1984年春は19:00 - 21:54だったが、それ以降は19:00 - 21:48 (JST) 。
  - 1984年春は『フラッシュニュース』を21:54まで繰下げたが、同年秋以降は繰下げ時間を21:48までにしたため。

※通常番組に関しては、19時枠の番組は休止か前週で終了かのどちらかであったが、20時枠や21時枠番組は前週で終了するパターンが多く、休止になることは少なかった。また最終放送の『30年だョ!』では、この時期通常では平日18:30 - 19:20放送の『JNNニュースコープ』を、19:00までの短縮版にして放送した。

## 出演者

### 総合司会
- ザ・ドリフターズ
  - いかりや長介
  - 加藤茶（レポーターも担当）
  - 志村けん（同上）
  - 仲本工事
  - 高木ブー
- 高橋圭三（1975年秋 - 1980年秋）

### サブ司会
- 久米宏（当時TBSアナウンサー。1979年春秋に進行役を担当。『ぴったしカン・カン』も担当）
- 伊東四朗（1980年春以降。1979年秋まではレポーター、サブ司会就任後も1982年までレポーターを兼任）

### レポーター
- 小松政夫
- せんだみつお
- 湯原昌幸
- 横山やすし・西川きよし
- たのきんトリオ（田原俊彦、野村義男、近藤真彦）
- ヒップアップ
- 坂上二郎
- 山田邦子
- 片岡鶴太郎
- ほか

### コーナー担当
- 大橋巨泉（『クイズダービー』司会）
- 丹羽節子（『クイズダービー』出題者）
- ピンク・レディー（『ザ・チャンス!』）
- 松宮一彦（当時TBSアナウンサー、ドミノ倒し担当。1979年春ではレポーターも担当）
- ほか

### ナレーター
- 小川哲哉
- 生島ヒロシ（当時TBSアナウンサー）
- ほか

### 演奏
- 岡本章生とゲイスターズ

### コーラス
- コールアカシア
- ライトエコーズ

## 1982年秋までの番組構成
1982年秋までは、概ね次の内容で放送されていた。

### オープニング
タイトルカード（ナレーション付き）→提供クレジット→CMと続いた後、ドリフが（いかりや）「○月だョ!」（ドリフメンバー）「全員集合!!」と叫ぶが、スタジオはモニター・食事の乗ったテーブルと椅子・指揮者と演奏担当のゲイスターズ・コーラス、それに観覧客だけで、ドリフ以外の出演者は居ない。これを見てドリフが「何だこれは?」「この静けさは何だ?」などと言い合った後、「あそこだ!」と叫んだ後、オープニングの演奏が始まると共にドリフは入場ゲートに移動とナレーションが始まり、いよいよ番組開始となる。
その後、ドリフは入場ゲートに勢揃いすると、各番組の出演者たち→レポーター→サブ司会の順で入場する出演者たちを迎えていた。全員が入場を終えると、司会陣がステージ上でやり取りを行い、（いかりや）「○月だョ!」（全出演者）「全員集合!!」と叫んで、OPは終わりとなる。

### レポートコーナー
番組の核とも言うべきコーナー。様々なコメディアン（例外も有り）がレポーターとなって番組の収録現場に潜入し、コント仕立てのコミカルな番組レポートをするVTRが流され、スタジオの出演者はそのVTRをモニターで拝見する。レポーターは、伊東四朗と小松政夫の「ツンツク親子」、加藤茶の「おまわりさん」のように、持ちネタで登場するのが多かった。また、せんだみつおと湯原昌幸の時にはラストに締めとして、「合体人間」というギャグを毎回披露していた。
VTRが終わって、番組出演者とサブ司会と担当レポーターがやり取りした後、最後は代表が「『○○』（番組名）○月○日にスタートします。ぜひご覧下さい」とコメントして終わる。概ね1パートで、2番組が紹介される構成となっている。
なおCMへ行く時のアイキャッチは、1979年までは番組出演者の何名かがVTRでタイトルコールを行い、1980年以降は番組代表が番組に関するセリフのパロディなどで行くパターンだった。
※例：1980年秋に『水戸黄門』（第11部）の里見浩太朗が担当した時には、彼が演じる佐々木助三郎の印籠セリフのパロディで「静まれ静まれェ!!このCMが目に入らぬかァ!!」。

### クイズコーナー
全番組の出演者たちが、TBS系列で放送中のクイズ番組に挑戦するコーナー。
クイズダービー
開始間もない1976年春に開催。担当はオリジナル版と同様に大橋巨泉だったが、解答者はこの時期のレギュラーでは無く、各番組から選ばれた12名が2人1組になって、6つの枠（当時は6枠まであった）に座るというものだった。またOPは、幕が閉まった状態で「番組対抗、クイズダービー!!」と巨泉の声（オリジナルのようなワイプでの顔出しはせず）がした後、競馬のゲート音→OPテーマ（作曲：ボブ佐久間）とともに幕が開く演出だった。
ルールは、全番組を3ブロックに分け、ブロック戦を2問行い、最高得点チーム3チームが決勝戦3問を行って、最高得点チームが豪華賞品を獲得となる。基本的なやり方はこの時期と同じだが、当時のオッズは巨泉・レギュラーオッズマン（藤村俊二）・ゲストオッズマンが決めていたのに対し、ここでは巨泉が一斉にオッズを決めていた（後の「倍率ドン!」）。
ぴったし カン・カン
1976年秋から1979年秋まで開催。これもオリジナル版と同様に久米が担当。当初は2番組の対抗形式で行っていたが、後に全出演者から選抜された10名が「ぴったしチーム」「カンカンチーム」に別れての対抗戦で行った。クイズ内容はTBSの番組内で起きた事柄を解くもので、オリジナルでの「一枚の写真」「ゲスト問題」は行わなかった。
コーナー終了後、1980年秋から1982年秋までは出演番組として、毎回坂上二郎が単独で出演（1982年秋は藤村俊二も出演）、毎回質素なセットに座るのがパターンだった。
ザ・チャンス!
1979年春から1982年秋まで開催。なお1979年春秋では「レポートコーナー」の1パート終了後に行った。
1979年春の放送版は登場した商品の価格を当てるもの（オリジナル版での「チャレンジゲーム）で、内輪で一番近い価格を出した番組に商品が獲得された。なおこの時はピンク・レディーは登場しなかった。
1979年秋にはピンク・レディーが仕切り、同じく「レポートコーナー」のパート後に、オリジナルでの「ザ・ファイナルマッチ」での「ビッグホイール」を行った。ルールは通常と同じ。
伊東四朗が担当後の1980年春以降は、1コーナーとして登場、内容は全番組名（+レポーター）が振られているビッグホイールを回し、当たった番組に「1等賞」「2等賞」「3等賞」がそれぞれ贈られた。なお同じ番組が当たった際には、1980年春では贈らずに回し直しだったが、同年秋以降は贈るように変わった。しかし、同じ番組が当たったことは一度も無かった。

### 少年少女合唱隊
『8時だョ!全員集合』の同名コーナーの期首特番バージョン。全出演者が参加し、白いベレー帽に白いスモック姿で登場する。またドリフメンバーは『8時だョ』同様、半ズボン姿で登場した。
最初に歌う前に鈴木ヒロミツ（『夜明けの刑事』など）が場を和ますために指揮台に呼ばれ、いかりや長介にいじられていた。いかりや長介はイヤがる俳優陣を敢えて指名し、無理やり歌わせるのが定番だった。良い見本としてドラマに出演していた歌手陣（小柳ルミ子、水前寺清子）も歌わされることがあった。丹波哲郎（『Gメン'75』）はいつも酔っぱらった状態でこの合唱隊に参加するため、いつも音程を外しまくっていた。
基本的には『8時だョ!全員集合』と同じだが、ラストの志村けんのギャグ（「東村山音頭」「ソウルばあちゃん」）は行わなかった。ただし、1980年に「早口言葉」を行っていた時は、ここでも「早口言葉」を行っていたが、オリジナル版で行われている志村の締め（「ムズカシイナア!!」など）は行わなかった。

## 番組の終了
1985年7月に、タイトルの元となった『8時だョ!全員集合』が終了を発表。このため、同年の春の放送をもって番組が終了し、9年半の歴史に幕を降ろした。TBS系の期首期末特番はこの年の秋から『春秋のスペシャル決定版・テレビまるごと大集合』にリニューアルすることとなった。

## スタッフ
- 構成：田村隆 / 下山啓、かとうまなぶ、松岡孝、鈴木哲、原すすむ
- 音楽：長洲忠彦（指揮兼任）、たかしまあきひこ
- タイトル：原右門
- 演出：西岡綱一、豊原隆太郎
- プロデューサー：古谷昭綱、塩川和則
- 制作：居作昌果
- 製作著作：TBS

## 補足
- 出演番組はドラマが多く、バラエティ番組は少なかった。また子供向け番組では、『ケンちゃんシリーズ』などの児童向けドラマが大半であり、ケンちゃんシリーズの出演者が、ほかの30分番組のスタジオに訪問する形で紹介していた[注 7]。特撮は1980年春に『ウルトラマン80』が出演している[注 8]。
  - なお、後身にして現在放送中の『オールスター感謝祭』では、『平成ウルトラシリーズ』『美少女戦士セーラームーン』といった特撮番組が出演したことがある[注 9]ものの、アニメはかなり後になり、2024年10月5日放送の『感謝祭』で、同時期に開始される作品『地縛少年花子くん2』から緒方恵美と鬼頭明里が出演、50年目にして初めてTBS期首特番にアニメが参加した[注 10]。
- 関東地区や北海道地区などでは、放送後初の土曜日の昼に再放送された。再放送時はノンスポンサーとなっていた。なお再放送では「この番組は○月○日に放送されたものです」という断りのテロップは添えられたものの、「生放送」に関するセリフや新番組開始日のセリフは一切カットされなかった。
- この番組は1984年3月まで「8時だョ!全員集合」をネットしていなかった長崎放送でもネットされていた。